# Azat Malikov
Azat Madechapovitsj Malikov (Toelatzjie, 29 januari 1970) is een in Nederland werkende kunstschilder afkomstig uit Tatarstan (Rusland).

## Leven en werk
De in Tatarstan geboren Malikov werd opgeleid aan de kunstacademie in Kazan, de hoofdstad van zijn geboorteland, waar hij in de periode 1985 tot 1989 schilderkunst en designontwerp studeerde. Daarna volgde hij opleidingen in Petersburg en Moskou. Inmiddels is hij als beeldend kunstenaar gevestigd in de Overijsselse plaats Ommen, waar hij in oud pand aan de Burggraven een atelier heeft. Zijn werken behoren tot het realisme en het magisch realisme, maar ook andere invloeden zijn waarneembaar.
Werk van Malikov werd geëxposeerd in meerdere plaatsen, onder meer in Tatarstan, Rusland, de Verenigde Staten, Nederland en in diverse andere Europese landen.